# Greater Anglia
 (mai 2025).
Si vous disposez d'ouvrages ou d'articles de référence ou si vous connaissez des sites web de qualité traitant du thème abordé ici, merci de compléter l'article en donnant les références utiles à sa vérifiabilité et en les liant à la section « Notes et références ».
Greater Anglia est un opérateur ferroviaire à accès ouvert en Angleterre appartenant à Transport UK Group et Mitsui & Co. Il exploite des services de transport de passagers longue distance entre l'Essex, le Suffolk, le Norfolk et Londres Liverpool-Street, ainsi que des dessertes régionales dans l'Angleterre de l'Est. Il dispose d'un accord d'accès aux voies jusqu'en octobre 2025.